# Toxicocalamus nymani
Toxicocalamus nymani — вид отруйних змій родини аспідових (Elapidae). Ендемік Папуа Нової Гвінеї.

## Поширення й екологія
Toxicocalamus nymani поширені від півострова Гуон до північних схилів гір Оуен-Стенлі, а також на острові Каркар. Вони живуть в тропічних лісах, на висоті від 120 до 1470 м над рівнем моря. Ведуть денний, напівриючий спосіб життя. Живляться черв'яками. Відкладають яйця.